# 레다강

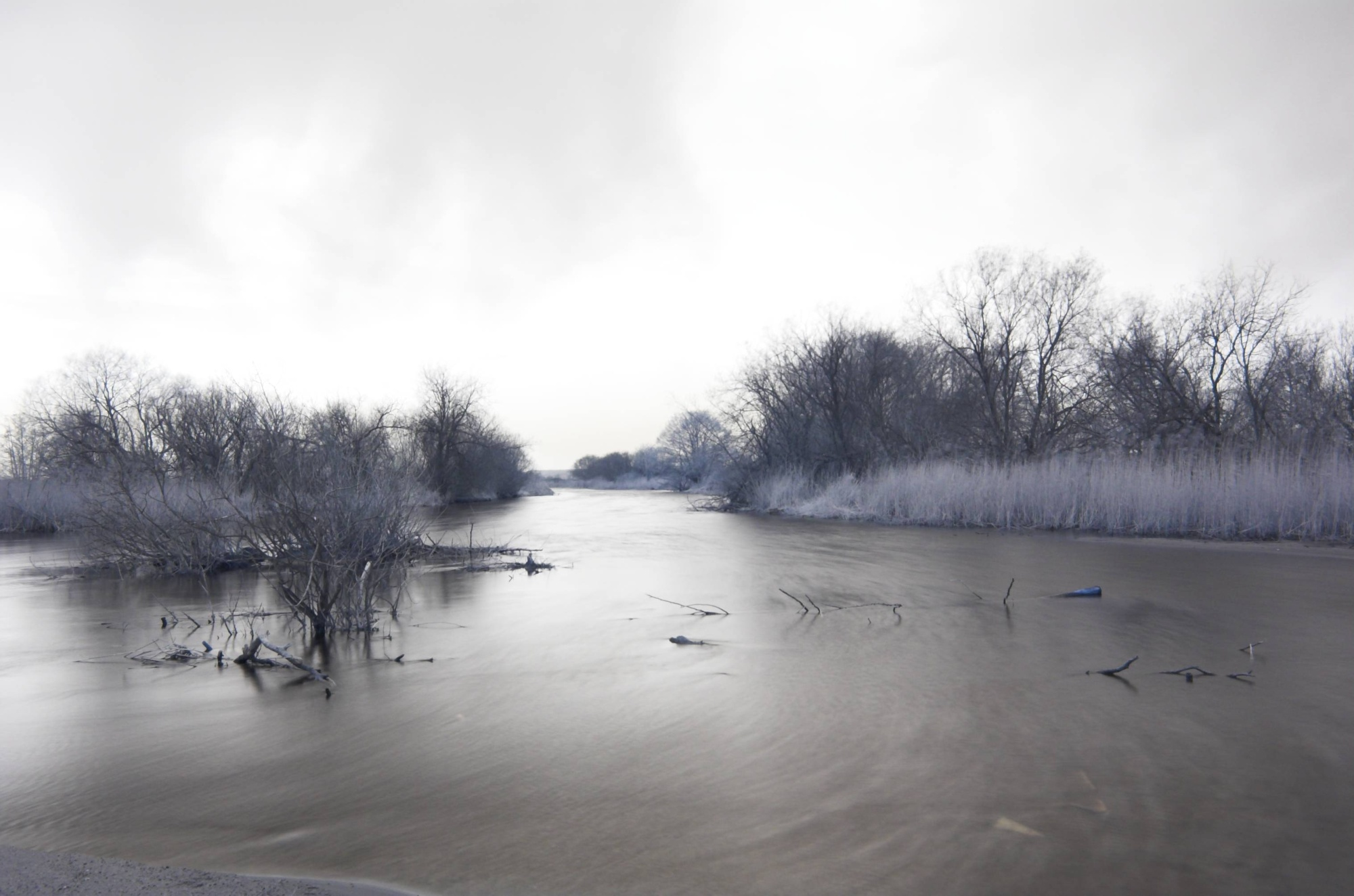
레다강

레다강(폴란드어: Reda)은 폴란드 북부의 강이다. 레다강은 그단스크만의 일부인 푸츠크만으로 흐른다. 길이는 45km, 유역 면적은 485 km2다.